# Franz Ehrlich

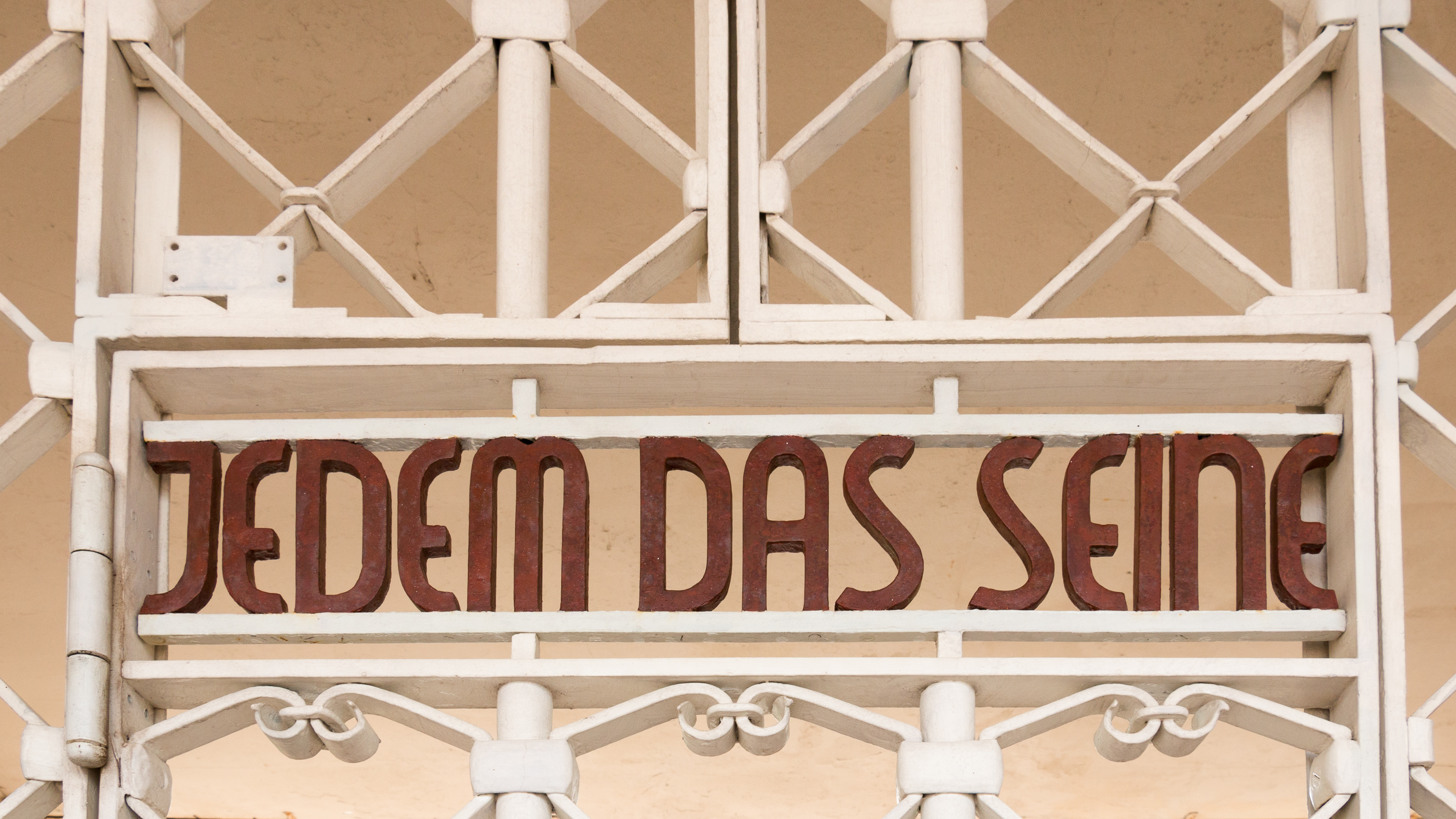
Jedem das Seine – fragment bramy obozu w Buchenwaldzie zaprojektowanej przez więzionego tam Franza Ehrlicha

Franz Ehrlich (ur. 28 grudnia 1907, zm. 28 listopada 1984) – niemiecki architekt, specjalista od typografii i form użytkowych, student wyższej szkoły Bauhausu w Dessau w latach 1927–1930, główny projektant Targów Lipskich od 1960 roku.

## Życiorys
Aresztowany w 1934 roku za działalność komunistyczną został rok później osadzony w obozie koncentracyjnym w Buchenwaldzie. W obozie pracował w dziale budowlanym, gdzie zajmował się między innymi pracami projektowymi. Jest autorem projektu bramy obozowej ze słynnym napisem Jedem das Seine.
Po wojnie pozostał w NRD, gdzie zajmował się odbudową zbombardowanego Drezna oraz był głównym projektantem Targów Lipskich. Zaprojektował między innymi Messeturm – futurystyczną wieżę na terenie targowym, która z braku środków nie została zrealizowana (nie mylić z wieżą o takiej samej nazwie we Frankfurcie nad Menem). Był współpracownikiem Stasi w latach 1954–1974.
Pod koniec życia działał w fundacji Bauhaus, na rzecz której ofiarował swoje bogate zbiory, obejmujące 7 tysięcy przedmiotów związanych z tym nurtem, głównie prace studentów i byłych studentów oddziału uczelni w Dessau z lat 1933–1945.
Zmarł w 1984 roku w Bernburgu.